# Coast Starlight

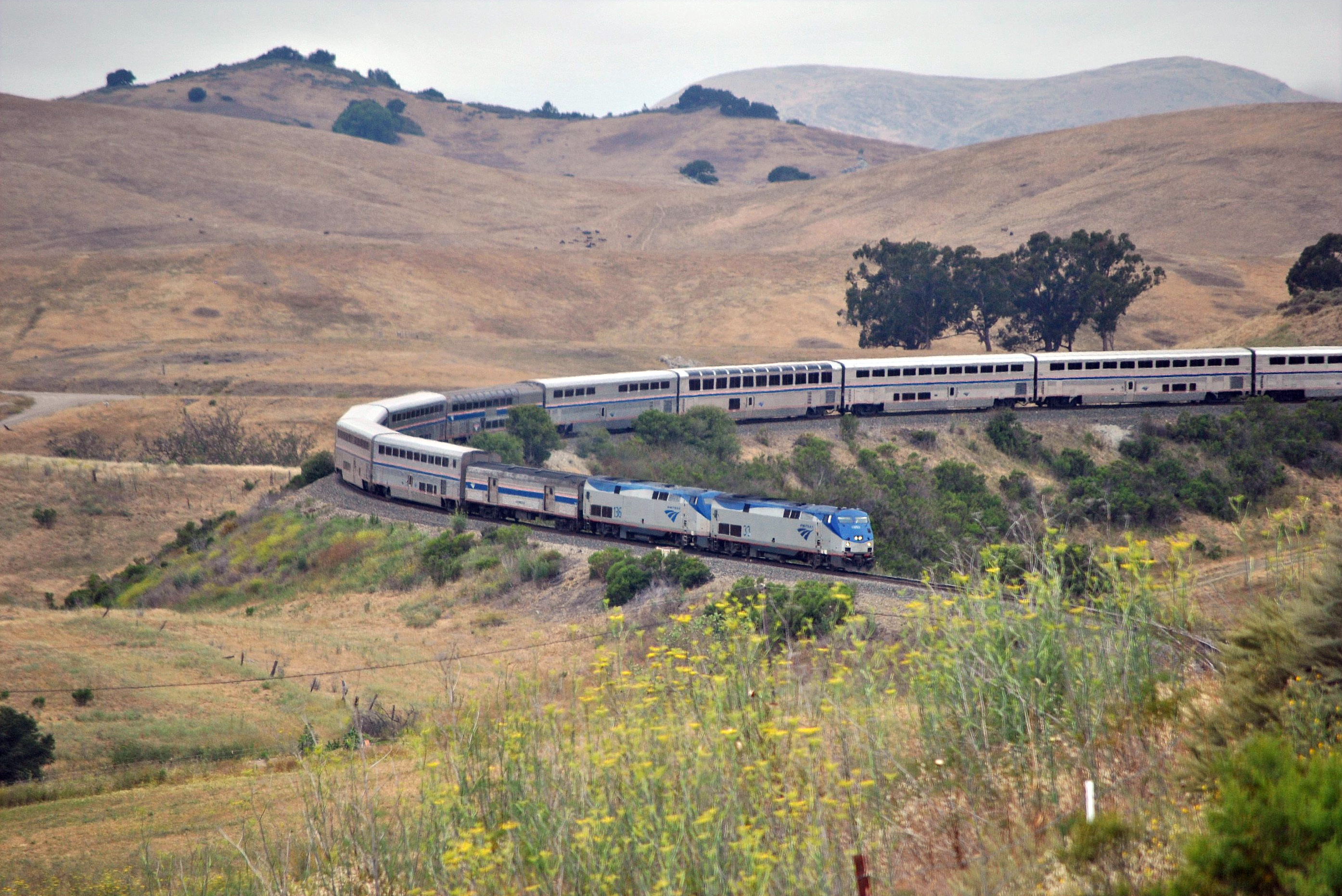
Der Zug in der „Horseshoe Curve“

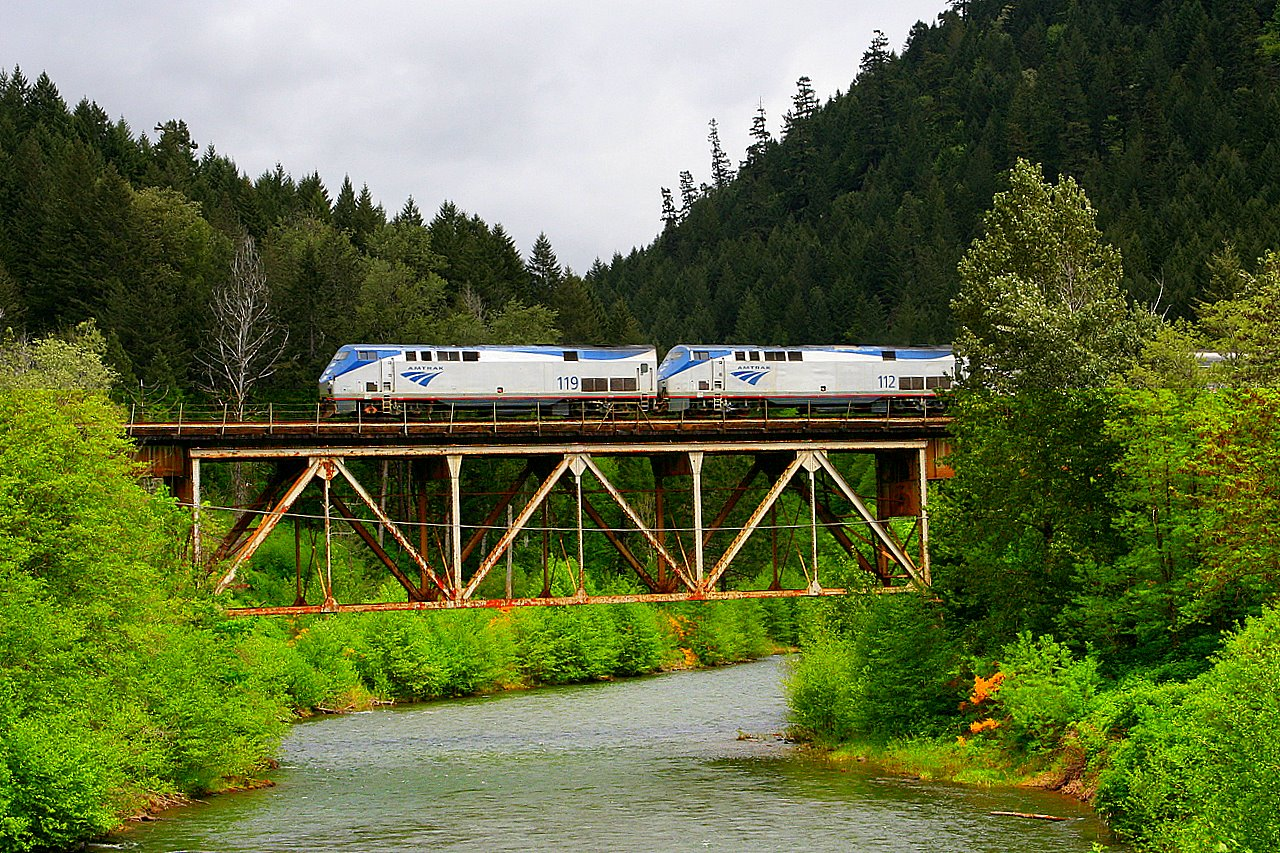
Der Coast Starlight quert den Willamette River in Oregon (2008)

Der Coast Starlight ist ein Fernzug von Amtrak, der zwischen Seattle und Los Angeles verkehrt.

## Strecke

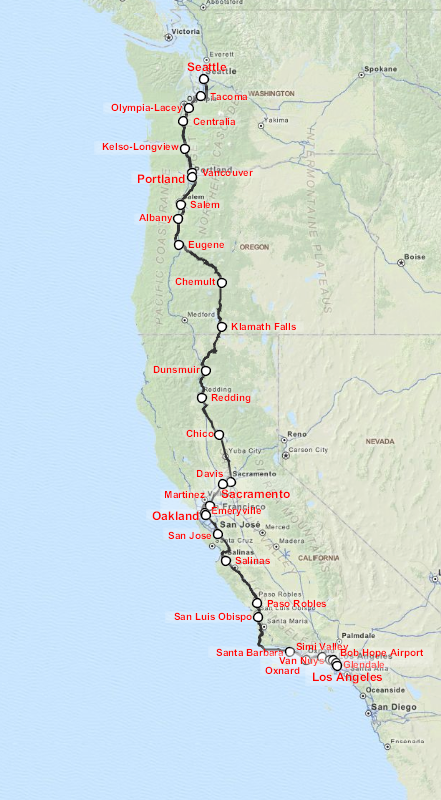
Streckenverlauf

Die Länge der Fahrstrecke beträgt ca. 2.200 Kilometer. Szenische Höhepunkte ist Pazifik-Steilküste nördlich von Los Angeles bis Santa Barbara und die Fahrt durch die Oregon Coast Ranges.

## Geschichte

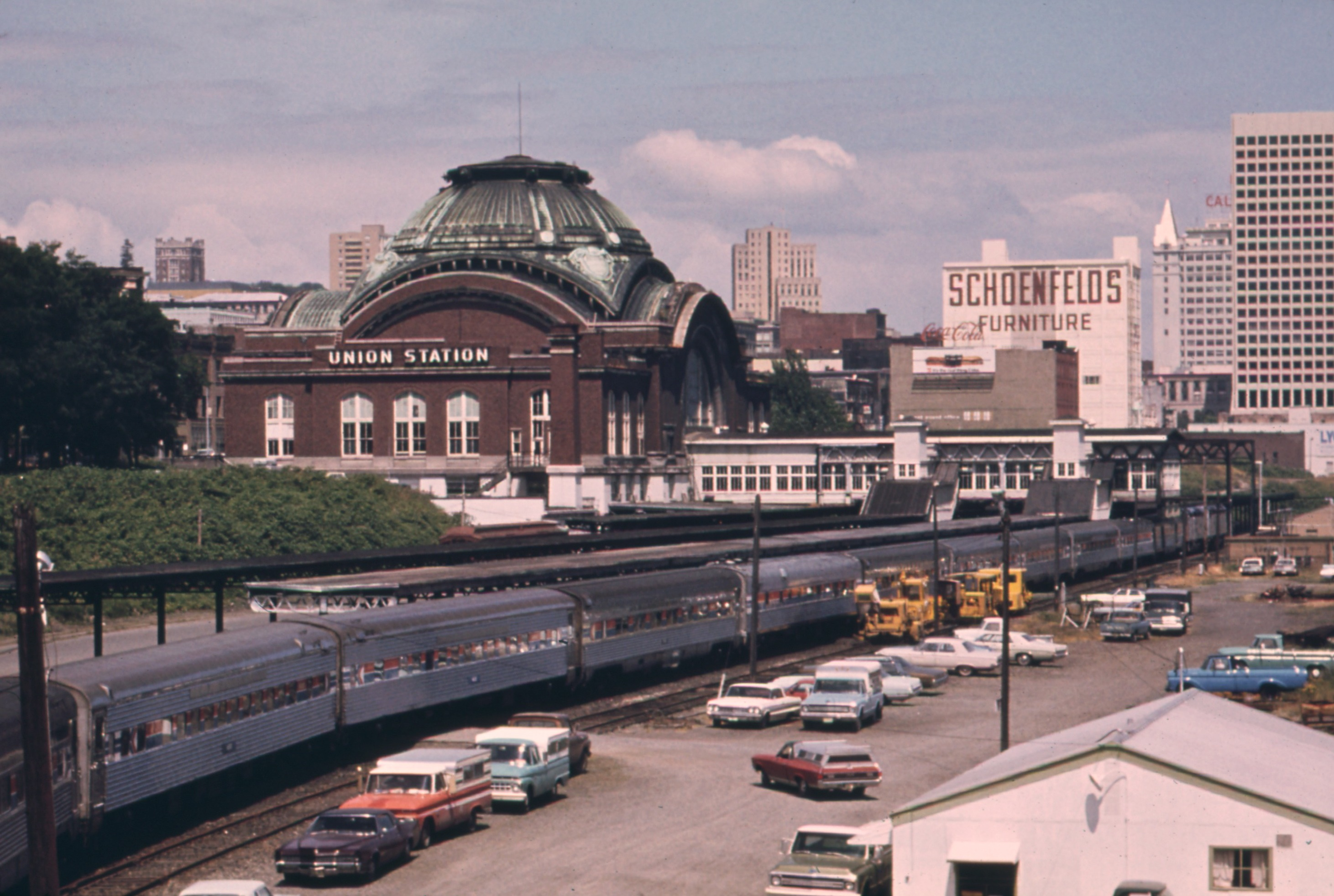
Der Coast Starlight in der Union Station von Tacoma (Washington) 1974

Der Coast Starlight wurde erst durch die 1971 gegründete AMTRAK geschaffen. Vorher gab es keinen Zug, der fast die gesamte Westküste der Vereinigten Staaten abfuhr. Dem Konzept am nächsten kam noch der West Coast, der von der Southern Pacific Railroad betrieben wurde, von Los Angeles nach Portland verkehrte und einen Kurswagen nach Seattle führte. Dabei fuhr der West Coast allerdings durch das San Joaquin Valley, während der Coast Starlight in diesem Abschnitt entlang der Pazifikküste fährt, was den Fahrgästen spektakuläre Aussichten bietet.
AMTRAK fasste diese Verbindung sowie eine Reihe anderer Züge, die Teilstrecken befuhren, im Coast Starlight zusammen. Dieser verkehrte zunächst ohne Namen ab 1. Mai 1971 drei Mal in der Woche zwischen Los Angeles und Seattle. An den übrigen Tagen wurden nur die Teilstrecken Los Angeles – Oakland, Los Angeles – San Diego und Portland – Seattle befahren. Mit dem Fahrplan vom 14. November 1971 wurde dann der Name Coast Starlight für den Zug von und nach Seattle eingeführt und sein Laufweg am anderen Ende bis San Diego verlängert, was aber nur für einige Monate angeboten und dann wieder zurückgenommen wurde. In den 1990er-Jahren wurde für einige Jahre noch einmal eine Kurswagengruppe zwischen den beiden Städten angeboten. Hier bestehen allerdings regelmäßige und relativ häufige Verbindungen mit dem regionalen Zugangebot des Pacific Surfliner.
Das Angebot des Coast Starlight wurde erweitert und die Verbindung täglich angeboten. Der Laufweg des Zuges wurde streckenweise mehrfach leicht geändert. In der ersten Jahreshälfte 2008 verkehrte der Zug aufgrund von Erdrutschen bei Chemult in Oregon, die die Strecke beschädigt hatten, monatelang nicht. Der Zug war berüchtigt für die erheblichen Verspätungen, die er regelmäßig einfuhr. Das brachte ihm den Spitznamen „Coast Starlate“ ein. Von Oktober 2005 bis August 2006 war er zu 98 Prozent unpünktlich, Verspätungen von fünf bis elf Stunden waren nicht selten. Die Gründe dafür waren bei den Beteiligten umstritten. Nachdem die Union Pacific Railroad dem Zug Vorrang vor ihrem eigenen Güterverkehr einräumte, hat sich die Pünktlichkeit verbessert. Amtrak ist, abgesehen von einigen Strecken an der Ostküste, ein reines Eisenbahnverkehrsunternehmen, die von ihm befahrene Eisenbahninfrastruktur gehört Unternehmen, die darauf nahezu ausschließlich Güterzüge fahren lassen.

## Heutiges Angebot

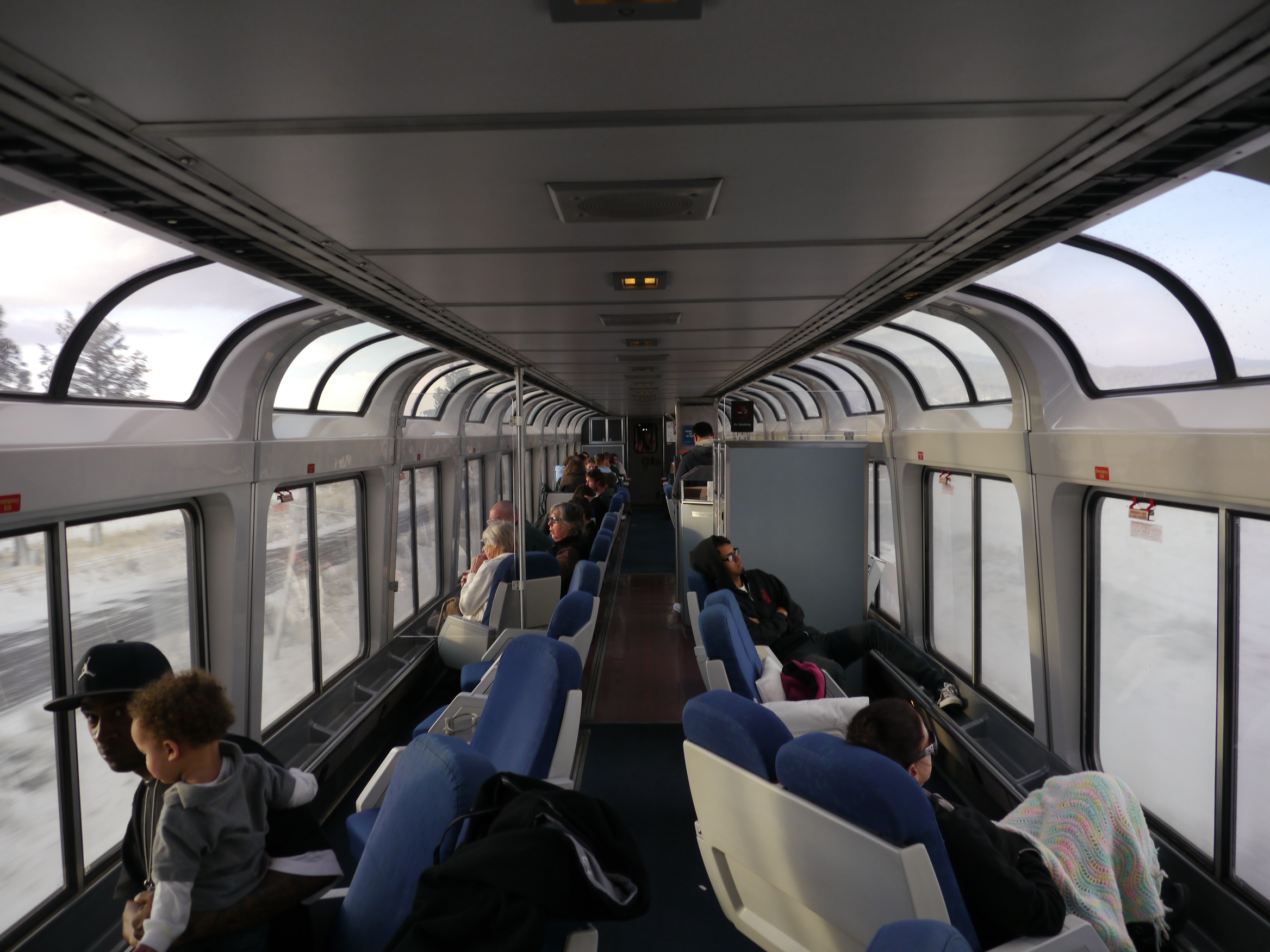
Aussichtswagen

2008 erhielt der Zug überarbeitetes Wagenmaterial, was die Fahrgastzahl innerhalb eines Jahres um 15 Prozent von 353.657 auf 406.398 steigen ließ. Der Coast Starlight besteht aus doppelstöckigen Sitzwagen (Coach Class), Schlafwagen und je einem Speisewagen, einem Aussichtswagen und einem „Parlour Car“. Die „Parlour Cars“ sind besonders luxuriös ausgestattete Aussichtswagen mit einem Kino im Untergeschoss. Davon gibt es nur vier Exemplare, die für die Santa Fe Railroad und deren Paradezug El Capitan in den 1950er-Jahren gebaut wurden. Auch sie wurden 2008 aufgearbeitet und verkehren heute ausschließlich in den vier Zuggarnituren, die für den Coast Starlight im Einsatz sind. Die „Parlour Cars“ sind den Fahrgästen der Schlafwagen vorbehalten.
Die gesamte Fahrzeit des Zuges beträgt fahrplanmäßig ca. 35 Stunden. Dabei nutzt der Zug die Strecken dreier Eisenbahninfrastrukturunternehmen:
- BNSF Railway zwischen Seattle und Portland,
- Union Pacific Railroad zwischen Portland und Moorpark (incl. der Pit River Bridge) und
- Metrolink zwischen Moorpark und Los Angeles Union Station.

## Sonstiges
In dem von Hendrik Buchna geschriebenem Roman Der unsichtbare Passagier aus der Jugendbuchserie Die drei ??? reisen die Hauptcharaktere in einem dem Coast Starlight nachempfundenem Zug.